# АЕЦ „Дул“
АЕЦ „Дул“ (на нидерландски: Kerncentrale Doel) е атомна електрическа централа в Северна Белгия, разположена в подобщината Дул на Беверен, провинция Източна Фландрия. Тя се намира на левия бряг на река Схелде и е част от промишления комплекс в пристанището на Антверпен. Оператор на централата е компанията Електрабел. Годишното производство на електроенергия в централата е около 21 милиона MW.h или почти 30% от цялото производство на електричество в Белгия.
АЕЦ „Дул“ има четири реактора с вода под налягане (PWR) с общ капацитет 2911 MW:
- Дул 1 с капацитет 433 MW, въведен в експлоатация през 1975 година
- Дул 2 с капацитет 433 MW, въведен в експлоатация през 1975 година
- Дул 3 с капацитет 1006 MW, въведен в експлоатация през 1982 година
- Дул 4 с капацитет 1039 MW, въведен в експлоатация през 1985 година

За охлаждане централата използва две охладителни кули с височина 176 m, които са едни от най-забележимите конструкции в района на Антверпенското пристанище. Поради своята непосредствена близост до границата, кулите и излизащата от тях пара се виждат и в съседните части на Нидерландия.